# Radikal 47
Das Radikal 47 mit der Bedeutung „Strom“, „Fluss“ ist eines von 31 traditionellen Radikalen der chinesischen Schrift, die aus drei Strichen bestehen. 
In Mathews’ Chinese-English Dictionary kommen Schriftzeichenverbindungen mit diesem Radikal nur sehr selten vor. Auch im 40.000 Zeichen umfassenden Kangxi-Wörterbuch sind lediglich 26 Schriftzeichen unter diesem Radikal zu finden.
Schreibvarianten sind 巜 (ähnlich dem Zhuyinzeichen ㄍ [ɡ̊]) und 川.
Dargestellt wird das Wasser von mehreren Bächen, die über das Land fließen. Die drei Winkelstriche (三拐儿 sanguir) lassen in ihrer Siegelschriftform parallele geschlängelte Linien erkennen. Heute wird dieses Zeichen 川 geschrieben. Zeichen mit diesem Radikal haben teils mit Wasser zu tun wie 邕 (= alternativer Name der Stadt Nanning in Guangxi). Der untere Teil dieses Zeichens, 邑 (= Stadt) steht für die Stadtmauer, der obere Teil 巛 für Wasser. Das Zeichen 邕 bedeute also eine von Wasser umgebene Stadt.
In anderen Zeichen hat 巛 hingegen nichts mit Wasser zu tun. Im Zeichen 巢 (= Nest) stellt das Siegelschriftzeichen unten einen Baum 木 dar, auf dem ein Nest sitzt, aus dem drei Schnäbel hervorschauen. Aus diesen Schnäbeln wurde später das Zeichen 巛.

## Schriftzeichenverbindungen, die vom Radikal 47 regiert werden
| Striche | Zeichen     |
| ------- | ----------- |
| +0      | 巛 巜 川    |
| +03     | 州 巟 巠 巡 |
| +08     | 巢 巣       |
| +12     | 巤          |

 Im Unicodeblock Kangxi-Radikale ist das Radikal 47 unter der Codepointnummer 12.078 (U+2F2E) codiert.